# 栃木市立吹上中学校
栃木市立吹上中学校（とちぎしりつ ふきあげちゅうがっこう）は、栃木県栃木市吹上町にある公立中学校。学校の敷地はかつての吹上陣屋（吹上藩庁）にあたる。

## 沿革

### 年表
- 1947年4月1日 - 吹上村立吹上中学校として開校。
- 1954年9月30日 - 吹上村の栃木市編入により、栃木市立吹上中学校と改称。
- 2026年4月 - 皆川中・寺尾中と統合して閉校予定[2]。統合新校の栃木市立栃木北中学校は吹上中学校を利用する[2]。

## 教育方針
- 教育目標
  - 自ら考え学ぶ生徒
  - 心身共にたくましい生徒
  - 情操豊かな生徒

## 通学区域
旧吹上村域に相当する栃木市立吹上小学校および千塚小学校の学区が吹上中学校の学区となっている。
- 吹上町
- 細堀町
- 川原田町
- 木野地町
- 野中町
- 宮町
- 千塚町
- 大森町
- 仲方町
- 梓町

## 部活動
2023年度。
運動系
- 卓球部（女子）
- ソフトテニス部（男子・女子）
- バドミントン部（男子）
- バレーボール部（男子・女子）
- ハンドボール部（女子）
- 野球部（男女）

文化系
- 邦楽部
- 文化部

## 周辺
- 栃木市役所吹上出張所
- 吹上郵便局
- 吉野工業所栃木工場
- 吹上駐在所

## 出身者
- 大川秀子 - 栃木市長[5]